# Victorien Sardou

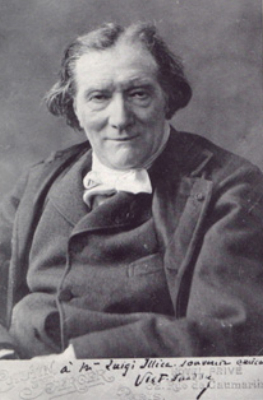
Sardou

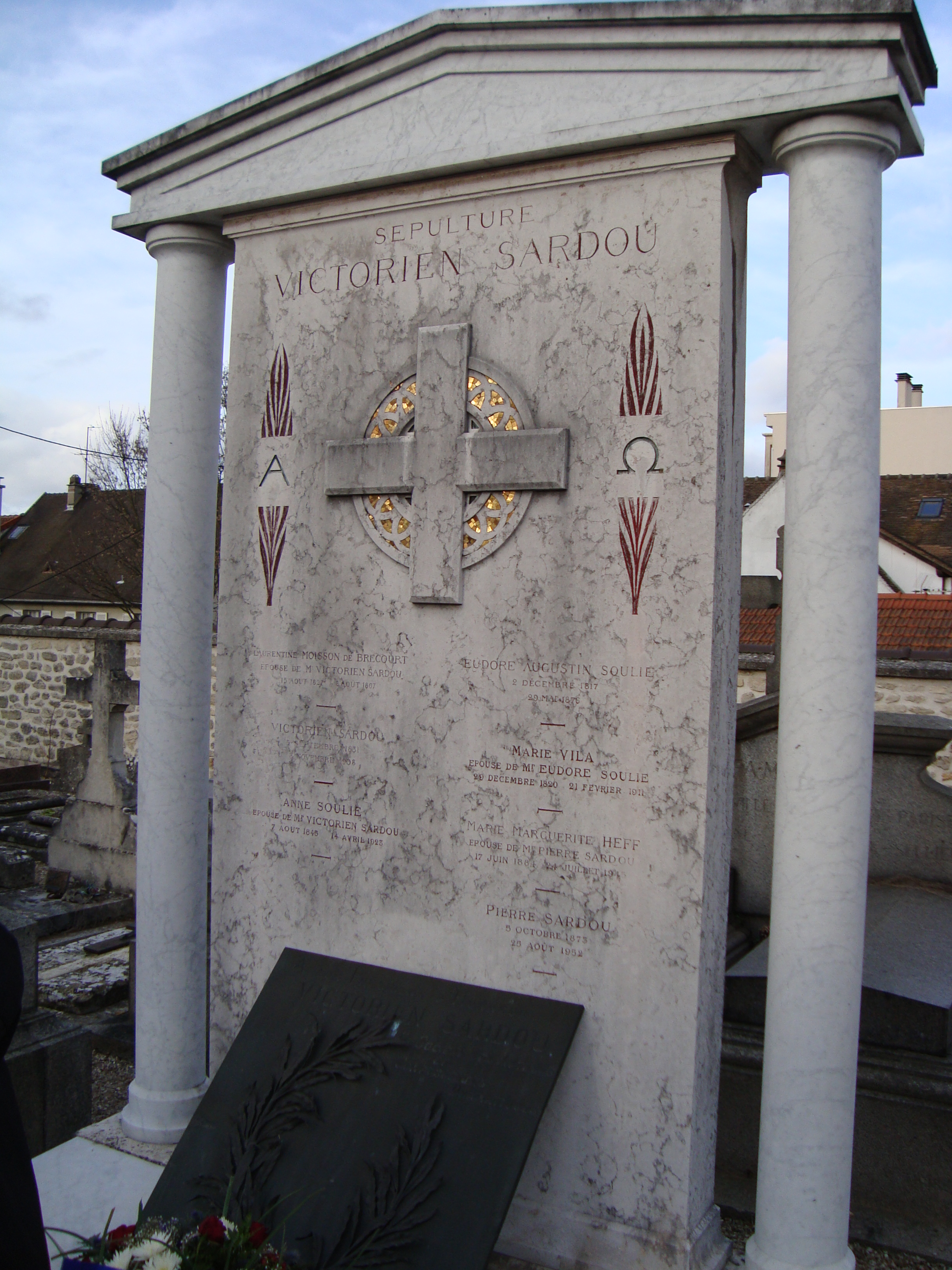
Graf van Sardou in Marly-le-Roi

Victorien Sardou (Parijs, 5 september 1831 - aldaar, 8 november 1908) was een Frans toneelschrijver. Hij ontwikkelde in navolging van Eugène Scribe het Well-Made Play. Hij schreef enkele toneelstukken die later bewerkt werden tot succesvolle 19e-eeuwse opera's waarvan de bekendste Tosca van Giacomo Puccini was dat gebaseerd was op het in 1887 geschreven La Tosca. Sardou was lid van de Académie française. Hij was een der eerste aanhangers van het spiritisme.

## Levensloop

### Afkomst en studies
Sardou was afkomstig van een Provençaalse familie die een olijfboomgaard bezat in Le Cannet, in de buurt van Nice. Na een winter met strenge nachtvorst stierven alle olijfbomen af en was de familie geruïneerd.
Antoine Léandre Sardou, de vader van Victorien Sardou, trok naar Parijs waar hij achtereenvolgens boekhouder, leraar boekhouden, schooldirecteur en huisonderwijzer was. Hij schreef eveneens grammaticahandleidingen, woordenboeken en allerhande verhandelingen. Ondanks al deze activiteiten slaagden de Sardous er maar net in om rond te komen.
Nadat vader Sardou terug naar het zuiden getrokken was, bleef Victorien achter in Parijs en hij ging geneeskunde studeren. Door geldgebrek diende hij zijn studies echter te onderbreken. Sardou werd leraar Frans voor buitenlandse studenten, gaf les in Latijn, geschiedenis en wiskunde en schreef artikels voor populaire encyclopedieën.

### Moeilijk debuut als toneelschrijver
Terwijl hij les gaf trachtte Sardou zich op te werken in de literaire wereld. Hij werd hierin aangemoedigd door Madame de Bawl, een vrouw die enkele succesvolle romans had gepubliceerd tijdens de periode van de Restauratie. Sardou schreef voor Mademoiselle Rachel, een van de bekendste actrices van die periode, het drama La Reine Ulfra dat gebaseerd was op een oude Zweedse kroniek en zond het haar toe. Sardou kreeg echter een negatief antwoord van de actrice.
Zijn toneeldebuut verliep in moeilijke omstandigheden. Het stuk La Taverne des étudiants dat op 1 april 1854 in première ging in het Théâtre de l'Odéon kreeg een slechte ontvangst omdat het gerucht liep dat Sardou door de overheid was gevraagd om de studenten te provoceren. Na vijf opvoeringen werd het stuk afgevoerd.
Een volgend toneelstuk Bernard Palissy was geaccepteerd door het Odéon maar door een wisseling in de directie werd de overeenkomst op het laatste moment afgeblazen. Ook het stuk Fleur de Liane, een bewerking van een Canadees toneelstuk, dat in het Théâtre de l'Ambigue-Comique zou opgevoerd worden, werd geannuleerd wegens de dood van de theaterdirecteur. Ook zijn volgende stukken Le Bossu en Paris à l'envers werden niet opgevoerd. Het laatste toneelstuk werd geweigerd op advies van Eugène Scribe die walgde van de liefdesscène die Sardou later met groot succes opnieuw zou gebruiken in het stuk Nos Intimes.
Sardou zag zwarte sneeuw en kreeg in 1857 een aanval van tyfeuze koorts. Hij deemsterde weg, omringd door zijn geweigerde manuscripten, op een klein appartement in de Franse hoofdstad. Op dat moment trok medebewoonster Laurentine de Brécourt zich zijn lot aan. Zij verzorgde hem en bracht hem in contact met de bekende actrice Virginie Déjazet. Zij zag wel wat in Sardou en in 1859 kocht ze voor hem een klein theater dat werd omgedoopt tot Théâtre Déjazet. Om de uitbatingskosten te kunnen betalen trok de actrice terug op tournee door Europa.
Het eerste stuk dat Sardou schreef voor Déjazet sloeg nog niet aan maar de volgende drie stukken  Les premières armes de Figaro, Monsieur Garat en Les Prés Saint-Servais werden in 1860 een groot succes. De laatste twee toneelstukken werden eveneens naar het Engels vertaald en opgevoerd in het Londense Criterion Theater. Ook het volgende stuk Les Pattes de mouche werd een groot succes.

### Een van de grote drie Franse toneelschrijvers
Sardou kwam snel op gelijke voet met de twee belangrijkste toneelschrijvers van die tijd, Émile Augier en Alexandre Dumas fils. Sardou was de meester van de dialoog met een opeenvolging van geestige replieken. Hij paste de door Eugène Scribe ontwikkelde opbouw van de well-made play toe en combineerde de drie klassieke komische genres (karakterkomedie, zedenkomedie en de intrige) met het burgerdrama. Zijn toneelstukken waren sterk gericht op de sociale satire.
In Nos Intimes dreef Sardou de spot met de egoïstische en vulgaire burgerij, in Les Vieux Garçons met oude vrijgezellen, in Nos Bons Villageois met de boeren. In Les Ganaches dreef hij de spot met oude politieke gewoonten en principes, in Séraphine met moderne Tartuffes. In Le roi Carotte dreef hij de spot met de revolutionaire geest en in Divorçons! en Daniel Rochat met de echtscheiding.

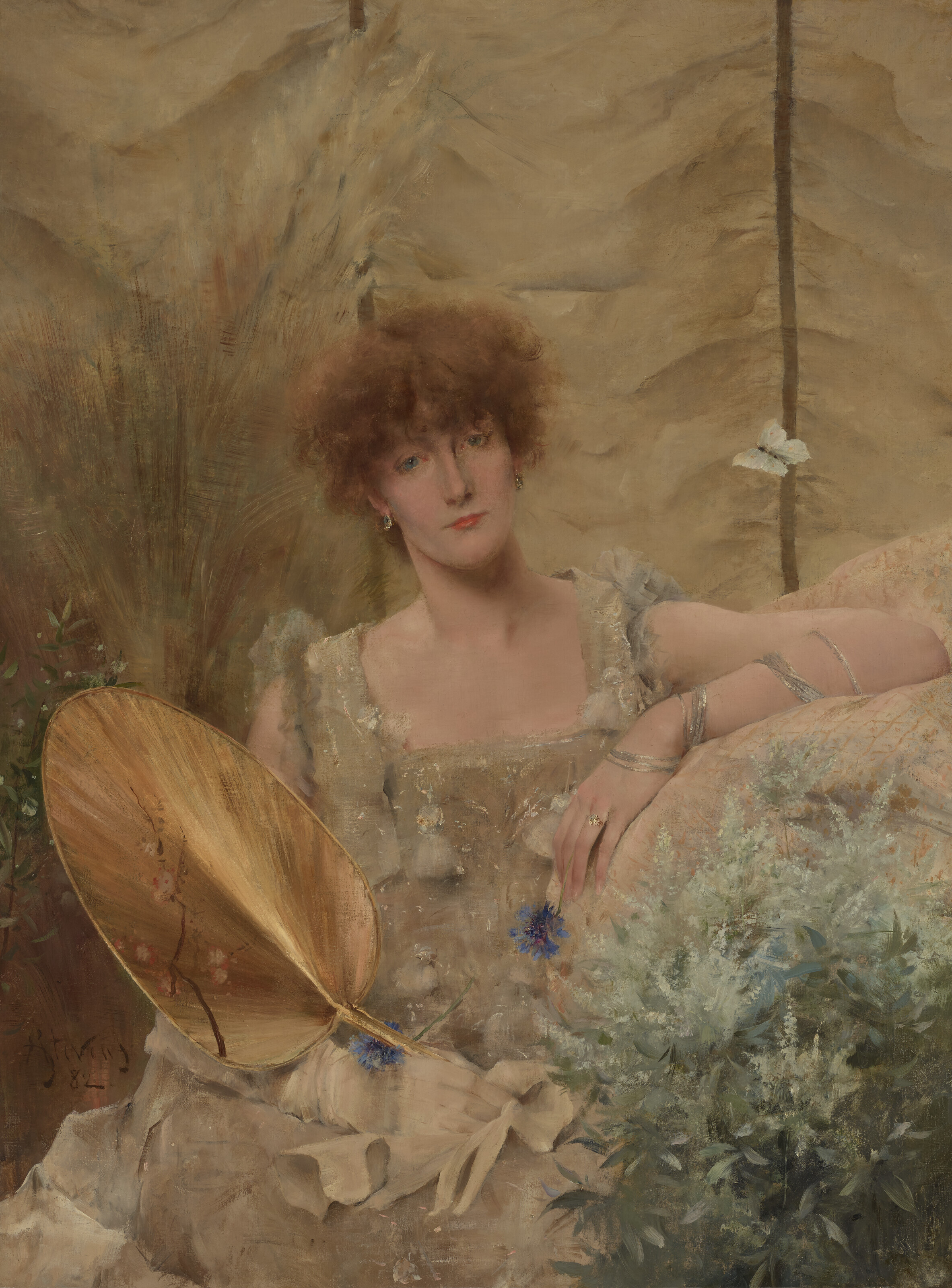
De Belgische schilder Alfred Stevens portretteerde Sarah Bernhardt in haar rol van Fédora

Voor de actrice Sarah Bernhardt schreef Sardou in 1882 Fédora. Het toneelstuk werd door Umberto Giordano aangepast en herwerkt tot de opera Fedora. Het stuk handelde over het nihilisme uit de roman Vaders en zonen van Ivan Toergenjev. Later schreef Sardou nog verscheidene toneelstukken voor Bernhardt. 
Sardou was vernieuwend door het gebruik van historische elementen in zijn stukken. Hij ontleende Théodora (in 1907 herwerkt tot opera door Xavier Leroux) aan byzantijnse kronieken en La Haine aan Italiaanse kronieken terwijl La Duchesse d'Athènes in het middeleeuwse Griekenland gesitueerd was. Het stuk Patrie (in 1886 door Émile Paladilhe herwerkt tot opera) belichtte de opstand van de Hollandse Geuzen op het einde van de 16e eeuw terwijl La sorcière zich afspeelde in het 16e-eeuwse Spanje. De Franse Revolutie was het kader voor verscheidene stukken: Les Merveilleuses, Paméla, marchande de fiscalités, Thermidor en Robespierre door geschreven werd voor Henry Irving die het speelde in Londen. De Franse keizerlijke tijd herleefde in La Tosca (herwerkt tot de opera Tosca door Giacomo Puccini) en Madame Sans Gêne, geschreven voor Gabrielle Réjane. Dit laatste toneelstuk werd eveneens in Londen opgevoerd door Henry Irving en Ellen Terry. Hij schreef eveneens Dante, La Pisie en L'Affaire des Poisons dat nog werd opgevoerd op het moment van zijn overlijden. Het speelde zich af ten tijde van het koningschap van Lodewijk XIV.

### Huwelijk en familie
Sardou huwde met Laurentine de Brécourt die hem in 1857 had verzorgd. Zij overleed na acht jaar huwelijk. In 1872 hertrouwde hij met Marie-Anne Soulié, dochter van geleerde Eudore Soulié. Dit huwelijk werd gezegend met een dochter, Geneviève, die zelf in 1901 huwde met toneelschrijver Robert de Flers.
Het gezin Sardou verbleef in Marly-le-Roi waar ze op het kasteel Le Verduron woonden. Sardou werd er burgemeester.

## Sardou en het spiritisme
Op het einde van de jaren 1850 ging Sardou zich interesseren voor het fenomeen van de zogenaamde draaiende tafels die door de Fox-zusters in de Verenigde Staten werden ontwikkeld. Hij liet keizerin Eugénie deelnemen aan experimenten bij geestelijke manifestaties en, voordat Allan Kardec het spiritisme definieerde, populariseerde Sardou de idee van uitwisselingen met het hiernamaals.
In de jaren 1860 was Sardou actief als mediumtekenaar. Zijn aquarellen waren van een grote raffiniteit, zowel in detail als in tekenlijn en werden fel gesmaakt door de liefhebbers van de Art Brut. Volgens Sardou werden deze werken gedicteerd door Mozart en Bernard Palissy en waren het voorstellingen van hun hemelse verblijfplaats die zich situeerde op Jupiter in de denkbeeldige stad Julnius.
In 1900 zat Sardou het jaarlijks internationaal spiritueel congres voor.

## Académie française
In 1877 werd Sardou verkozen tot lid van de Académie française.

## Werk
- La Taverne des étudiants (1854)

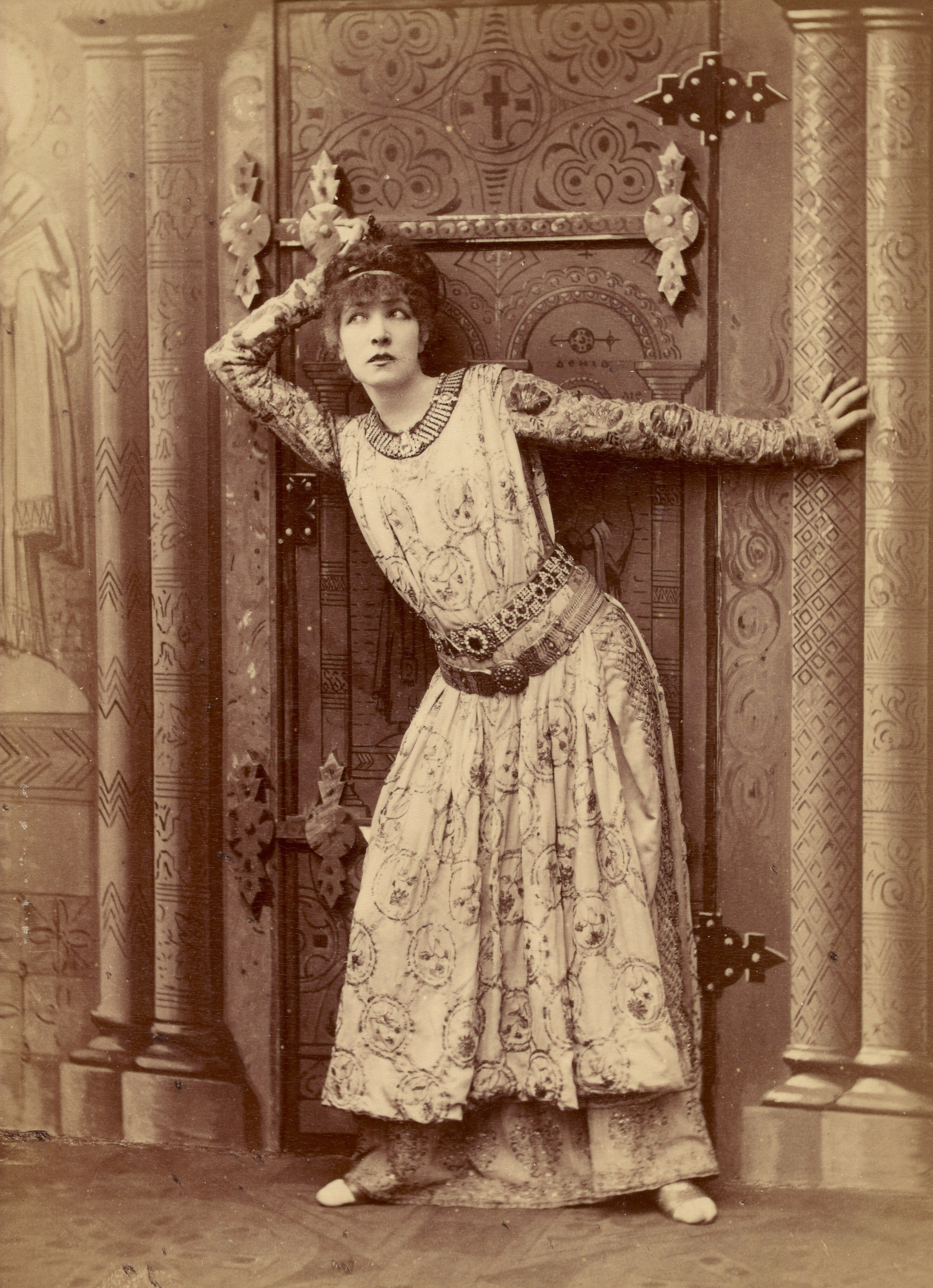
Sarah Bernhardt in "Théodora", foto door Nadar.

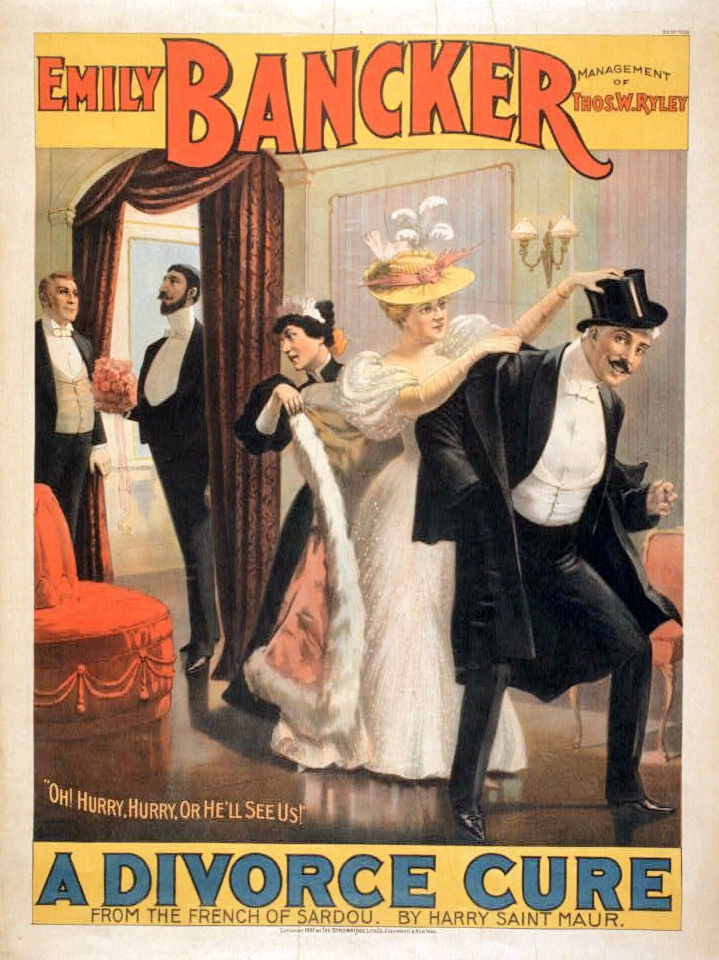
Affiche van "A Divorce Cure", de Engelse vertaling van "Divorçons!"

- Les Premieres Armes de Figaro (1859), met  Emile Vanderbuch
- Les Gens nerveux (1859), met Theodore Barriere
- Les Pattes de mouche (1860)
- Monsieur Garat (1860)
- Les Femmes fortes (1860)
- L'écureuil (1861)
- L'Homme aux pigeons (1861), met Jules Pelissie
- Onze Jours de siege (1861)
- Piccolino (1861), met Charles-Louis-Etienne Nuitter; muziek door Ernest Guiraud
- Nos Intimes! (1861)
- Chez Bonvalet (1861), met Henri Lefebvre en Jules Pelissie
- La Papillonne (1862)
- La Perle Noire (1862)
- Les Pres Saint-Gervais (1862), met Philippe Gille; muziek door Charles Lecocq
- Les Ganaches (1862)
- Bataille d'amour (1863), met Karl Daclin; muziek door Auguste Emmanuel Vaucorbeil
- Les Diables noirs (1863)
- Le Degel (1864)
- Don Quichotte (1864), herwerkt door Sardou en Charles-Louis-Etienne Nuitter; muziek door Maurice Renaud
- Les Pommes du voisin (1864)
- Le Capitaine Henriot (1864), door Sardou en Gustave Vaez; muziek door François-Auguste Gevaert
- Les Vieux Garçons (1865)
- Les Ondines au Champagne (1865), met Henri Lefebvre en Jules Pelissie
- La Famille Benoîton (1865)
- Les Cinq Francs d'un bourgeois de Paris (1866), met Antoine Gadon Dunan-Mousseux en Jules Pélissié
- Nos Bons Villageois (1866)
- Maison neuve (1866)
- Séraphine (1868)
- Patrie! (1869), in 1886 herwerkt; muziek door Emile Paladilhe
- Fernande (1870)
- Le roi Carotte (1872); muziek door Jacques Offenbach
- Les Vieilles Filles (1872), met  Charles de Courcy
- Andréa (1873)
- L’Oncle Sam (1873)
- Les Merveilleuses (1873); muziek door Félix Hugo
- Le Magot (1874)
- La Haine (1874); muziek door Jacques Offenbach
- Ferréol (1875)
- L'Hôtel Godelot (1876), met Henri Crisafulli
- Dora (1877)
- Les Exilés (1877), met Gregorij Lubomirski en Eugène Nus
- Les Bourgeois de Pont-Arcy (1878)
- Les Noces de Fernande (1878), met Émile de Najac; muziek door Louis-Pierre Deffès
- Daniel Rochat (1880)
- Divorçons! (1880), met Émile de Najac
- Odette (1881)
- Fédora  (1882)
- Théodora (1884), in 1907 herwerkt; met P. Ferrior; muziek door Xavier Leroux
- Georgette (1885)
- Le Crocodile (1886); muziek door Jules Massenet
- La Tosca (1887)
- Marquise (1889)
- Belle-Maman (1889), met Raymond Deslandes
- Cléopâtre (1890), met  Émile Moreau; muziek door Xavier Leroux
- Thermidor (1891)
- Madame Sans-Gêne (1893), met Émile Moreau
- Gismonda (1894)
- Marcelle (1895)
- Spiritisme (1897)
- Paméla (1898)
- Robespierre (1899)
- La Fille de Tabarin (1901); muziek door Gabriel Pierné
- Les Barbares (1901), met Pierre-Barthélemy Gheusi; muziek door Camille Saint-Saëns
- Dante (1903), met Émile Moreau
- La sorcière (1903)
- Fiorella (1905), met Pierre-Barthélemy Gheusi; muziek door Amherst Webber
- L'Espionne (1906)
- La Pisie (1906)
- L'Affaire des Poisons (1908), met Jules Pélissié